# Gymnopleurus particolor
Gymnopleurus particolor är en skalbaggsart som beskrevs av Davis 1986. Gymnopleurus particolor ingår i släktet Gymnopleurus och familjen bladhorningar. Inga underarter finns listade i Catalogue of Life.